# Richard III. (1995)
Richard III. ist eine britisch/US-amerikanische Literaturverfilmung des Regisseurs Richard Loncraine. Der Film startete am 29. Dezember 1995 in den Vereinigten Staaten und am 14. März 1996 in den deutschsprachigen Kinos.

## Handlung
Der Film folgt der Handlung von William Shakespeares Drama Richard III., allerdings vor dem Hintergrund eines faschistischen England in den 1930er Jahren.
Der hässliche und missgebildete Richard, Herzog von Gloucester, bahnt sich seinen Weg an die Spitze der Macht. Um dieses Ziel zu erreichen, intrigiert und mordet er, kann sich aber nicht lange an seinem Erfolg erfreuen.

## Hintergrund
Der Film nutzt folgende britische Gebäude als Handlungsschauplatz:
- Bahnhof St Pancras und St Pancras Renaissance London Hotel
- Battersea Power Station
- Bankside Power Station
- Royal Pavilion

## Auszeichnungen
Die IMDb verzeichnet international insgesamt 7 Filmpreise und 10 Nominierungen mit Stand vom 6. März 2021. 
Academy Awards 1996  (60th)
- Oscarnominierung in der Kategorie Best Costume Design für Shuna Harwood
- Oscarnominierung in der Kategorie Best Art Direction für Tony Burrough

BAFTA Awards 1996
- BAFTA Award in der Kategorie Best Costume Design für Shuna Harwood
- BAFTA Award in der Kategorie Best Production Design für Tony Burrough
- BAFTA Award Nominierung in der Kategorie Best Screenplay - Adapted für Ian McKellen und Richard Loncraine
- BAFTA Award Nominierung in der Kategorie Best Performance by an actor in a Leading Role für Ian McKellen

Berlinale 1996
- Silberner Bär für die Beste Regie